# William Henry Giles Kingston
Pour les articles homonymes, voir Kingston.
William Henry Giles Kingston, né le 28 février 1814 à Marylebone et mort le 5 août 1880 à Willesden, est un écrivain et traducteur britannique dont les ouvrages s'adressent plus particulièrement à la jeunesse. Bien qu'il naquît à Marylebone en Londres, il passa la plupart de sa jeunesse à Porto où son père exerçait la profession de marchand. Il est le frère du fondateur du Service météorologique du Canada, George T. Kingston.

## Œuvres
Il publia son premier roman, Le Chef circassien, en 1844 et son premier livre pour enfants, Pierre le chasseur de baleines, en 1851. Ce dernier ouvrage connut un tel succès que Kingston se retira des affaires et se consacra entièrement à ce genre de littérature. Il connut une grande popularité. Durant 30 ans, il écrivit jusqu'à 130 contes.